# Batkušići
Batkušići (cyr. Баткушићи) – wieś w Bośni i Hercegowinie, w Republice Serbskiej, w gminie Višegrad. W 2013 roku liczyła 11 mieszkańców.